# Edward Augustus Holyoke (Mediziner, 1908)
Edward Augustus Holyoke (* 10. März 1908 in  Madrid, Perkins County (Nebraska); † 20. August 2001 in Scottsbluff) war ein US-amerikanischer Arzt, Anatom und Hochschullehrer an der Universität von Nebraska.
Holyoke studierte an der University of Nebraska-Lincoln und erwarb 1930 den B.S. und 1932 den M.S. mit einer Arbeit zur Entwicklung der Milz. Anschließend arbeitete er als Instruktor für Anatomie und erwarb 1934 den M.D. und 1938 den Ph.D. 1946 wurde er als Professor für Anatomie berufen. Von 1960 bis 1973 war Holyoke Chairman des Anatomischen Instituts. 1983 wurde er emeritiert und 1995 ging er endgültig in den Ruhestand.
Zusammen mit Paul J. Gardner erkannte Holyoke als Erster die Feinstruktur der Blut-Hoden-Schranke.